# Савез рачуновођа и ревизора Републике Српске
Савез рачуновођа и ревизора Републике Српске је професионална организација добровољно удружених рачуновођа и ревизора, односно њихових друштава, у Републици Српској.
Предсједник Управног одбора је проф. др Драган Микеревић, бивши предсједник Владе Републике Српске.
Савез је основан 28. октобра 1996. године. Од 2004. придружени је члан Међународне федерације рачуновођа (енгл. International Federation of Accountants, IFAC), а од 2010. и пуноправни члан. Савез је прва и једина таква рачуноводствена асоцијација из Босне и Херцеговине.

## Организација
Савез рачуновођа и ревизора Републике Српске је самостално правно лице, а сједиште му се налази у Бањој Луци, у Улици Петра Кочића 59.
У саставу Савеза налазе се друштва која су основни облици организовања рачуновођа и ревизора, а организована су по територијалном принципу (за подручје једне или више општина или града). Свако друштво је правно лице, али дио својих права преноси на Савез. Органи друштва су: Скупштина, Управни одбор и Надзорни одбор.
Органи Савеза су: Скупштина, Управни одбор, Надзорни одбор и Суд части. Скупштину сачињавају изабрани чланови, 2—5 зависно од величине друштва, а њихов број утврђује Управни одбор. Скупштина доноси и мијења статут, одлучује о статусним промјенама, бира предсједника и потпредсједника Скупштине, бира предсједника и чланове Управног одбора и Надзорног одбора, усваја извјештај о раду, програм рада, финансијски извјештај и финансијски план. Управни одбор је извршни орган и чини га 7 чланова. Он припрема предлоге аката које доноси Скупштина, управља имовином, именује генералног секретара и савјетника предсједника Управног одбора, утврђује развојну и кадровску политику, усваја стална и повремена радна тијела, доноси упутства и правилнике итд. Надзорни одбор чини 5 чланова. Он прати рад Савеза и спровођење одлука Скупштине, врши надзор над Управним одбором, контролише финансијско-материјално пословање, најмање једном годишње подноси Скупштини извјештај. Суд части је орган Скупштине који дјелује у случајевима кршења статута, те непоштовања закона и Кодекса професионалне етике. Чланове именује Скупштина, а има три члана и три замјеника. Мјере су јавни укор, одузимање лиценце на одређено вријеме и искључење из чланства.
Предсједник Управног одбора представља и заступа Савез рачуновођа и ревизора Републике Српске.

## Дјелатност
Савез рачуновођа и ревизора Републике Српске врши сљедеће активности:
- организовање рачуноводствених, ревизорских и других сродних звања ради развоја рачуноводствене, ревизорске и других сродних професија (овлашћених процјенитеља, пореских савјетника, финансијских аналитичара и сл.);
- заштита професионалних интереса својих, посебно индивидуалних чланова са лиценцом;
- помагање у обављању професионалних активности, првенствено кроз сертификације и организацију процеса континуиране едукације;
- праћење професионалног понашања чланова у складу са принципима професионалне етике;
- подстицање и помагање организовања друштава и њихових активности у складу са актима и Програмом рада Савеза;
- утврђивање дугорочних образовних програма професионалног усавршавања и развоја;
- организовање континуираног професионалног усавршавања; образовања и развоја те иновирања знања својих чланова;
- организовање стицања професионалних звања својих чланова, путем полагања испита, у складу са донесеним правилима од стране Управног одбора;
- издавање редовних и посебних публикација у циљу теоретског и практичног-стручног усавршавања и образовања;
- организовање конгреса, савјетовања, симпозијума, семинара, округлих столова и конференција, те других научних и стручних скупова;
- организовање сарадње са научним и стручним институцијама у Републици Српској, БиХ и иностранству ради унапређења и развоја професије;
- сарадња са БиХ и органима РС при доношењу прописа из области струке и професије;
- организовање и вођење јавних регистара стечених професионалних звања.

Савез се може бавити и допунским активностима, било непосредно или преко организација у свом саставу.